# Estação Alvarado
Alvarado é uma estação da Linha 1 do Metro de Madrid (Espanha)..

## História

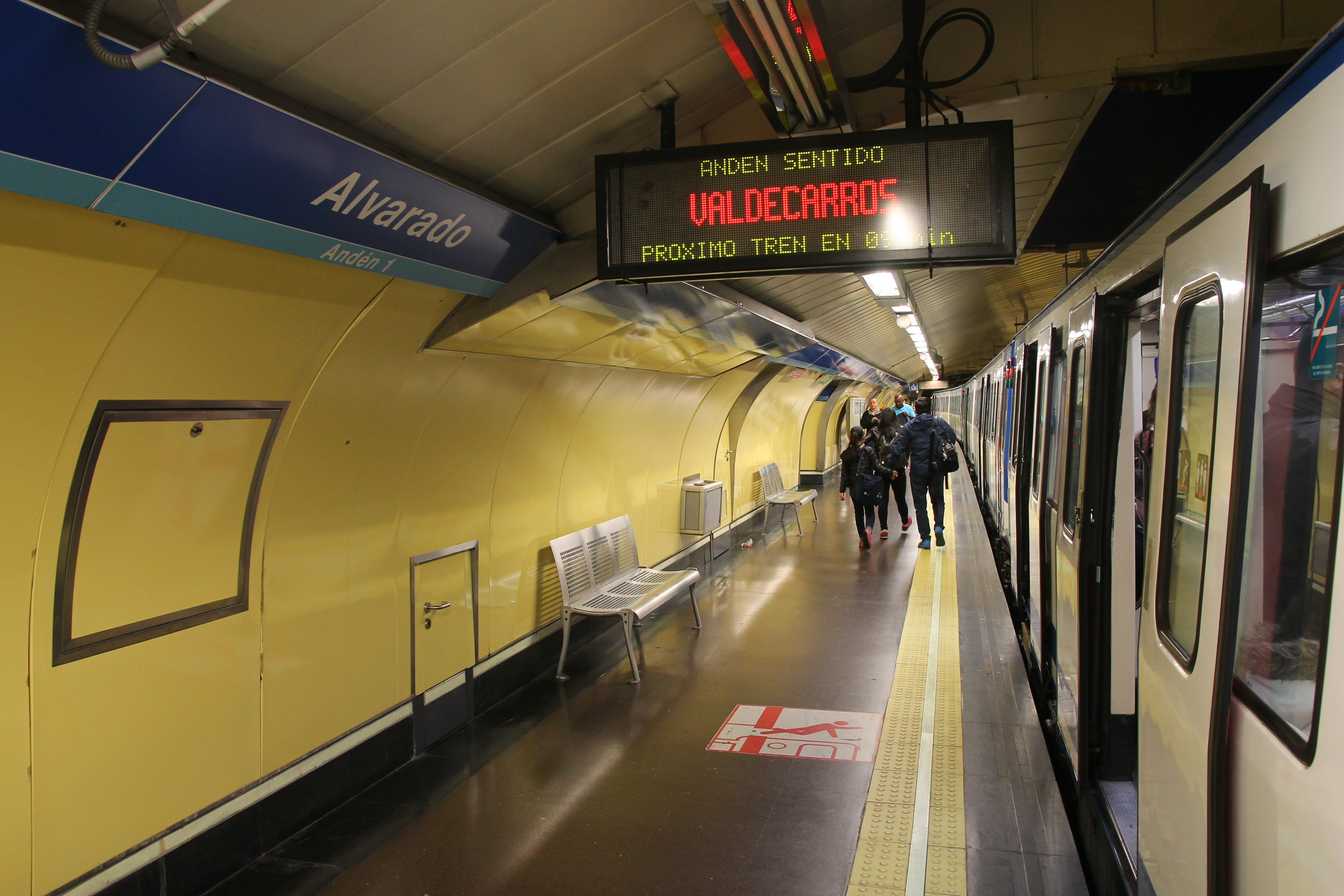
Estação Alvarado.

A estação foi aberta ao público no dia 6 de março de 1929, na extensão da linha 1 até o então distrito de Tetuán de las Victorias. Ao longo dos anos 60, passou por uma reforma com a ampliação das plataformas de 60 para 90 m.

## Entradas
Acesso Alvarado
- Bravo Murillo, impares C/Bravo Murillo, 135
- Bravo Murillo, pares C/Bravo Murillo, 136